# Saovabha Bongsri

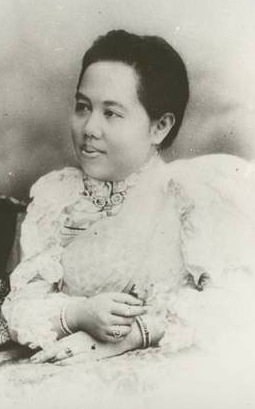
Saovabha Bongsri

Saovabha Bongsri, född 1864, död 1919, var en thailändsk prinsessa, drottning mellan 1878 och 1910, som gift med sin halvbror kung Chulalongkorn, och mor till kungarna Vajiravudh och Prajadhipok. Hon var landets ställföreträdande regent år 1897.

## Biografi
Saovabha var dotter till kung Mongkut av Thailand och Siam och yngre syster till drottningarna Sunandha Kumariratana och Savang Vadhana. Hon gifte sig år 1878 med sin halvbror Chulalongkorn 1878. Paret fick nio barn. 
År 1897 tjänstgjorde hon som Thailands regent under makens Europaresa. Hon var den första kvinna som styrt landet. Vid sin makes återkomst fick hon hederstiteln "regerande drottning" som erkänsla för detta. 
Hon intresserade sig för kvinnors rättigheter och grundade landets första skola för flickor, "Drottningskolan" i Bangkok, år 1904.